# Szkoła nowogrodzka
Szkoła nowogrodzka – ruska szkoła malarstwa ikonowego działająca w Nowogrodzie Wielkim od XII do XVI wieku.

## Historia
Pierwszym po przyjęciu chrześcijaństwa w 988 roku ośrodkiem sztuki ruskiej był Kijów. W XII wieku  ważnym centrum kulturalnym stał się Nowogród. Na ziemi nowogrodzkiej rozwinęła się szkoła malarstwa ściennego oraz pisania ikon. Chociaż jej twórcy wierni byli tradycjom bizantyńskim, stopniowo wypracowane zostały charakterystyczne cechy lokalne: jasność i wyrazistość barw, bardziej płaskie formy, zmiękczenie rysów twarzy, stosowanie ostrzejszej linii. Ikonografia nowogrodzka charakteryzuje się rozmarzonym, abstrakcyjnym, bardziej introspekcyjnym wyrazem przedstawianych twarzy. Nastąpiło przejście od realności do większego liryzmu.
Ważnym impulsem w rozwoju szkoły nowogrodzkiej stało się wprowadzenie w XIV wieku ikonostasu. Nastąpiło przejście od malarstwa ściennego do pisania ikon. Szeregi ikon wymogły właściwy dla tego typu malarstwa dobór technik i kolorów. Zaczęły dominować żółcie, szmaragdy i ognisty cynober. Sylwetki postaci stały się bardziej wydłużone. Przybyli z Konstantynopola pod koniec XIV wieku malarze zaczęli wprowadzać bardziej zróżnicowaną tematykę i tła architektoniczne. Duży wpływ wywarł Teofanes Grek, który ozdobił freskami cerkiew Przemienienia Pańskiego w 1378 roku. Znany jest też z imienia Izajasz, twórca fresków w Cerkwi Wjazdu do Jerozolimy z 1338 roku.
W XV wieku coraz większego znaczenia zaczęła nabierać szkoła moskiewska.

## Galeria

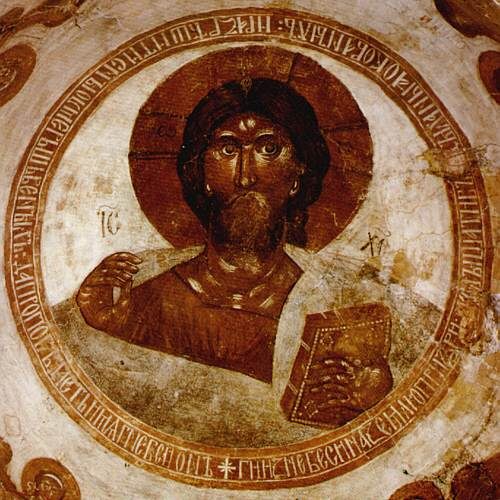
Pantokartor (fresk), Teofanes Grek, 1378
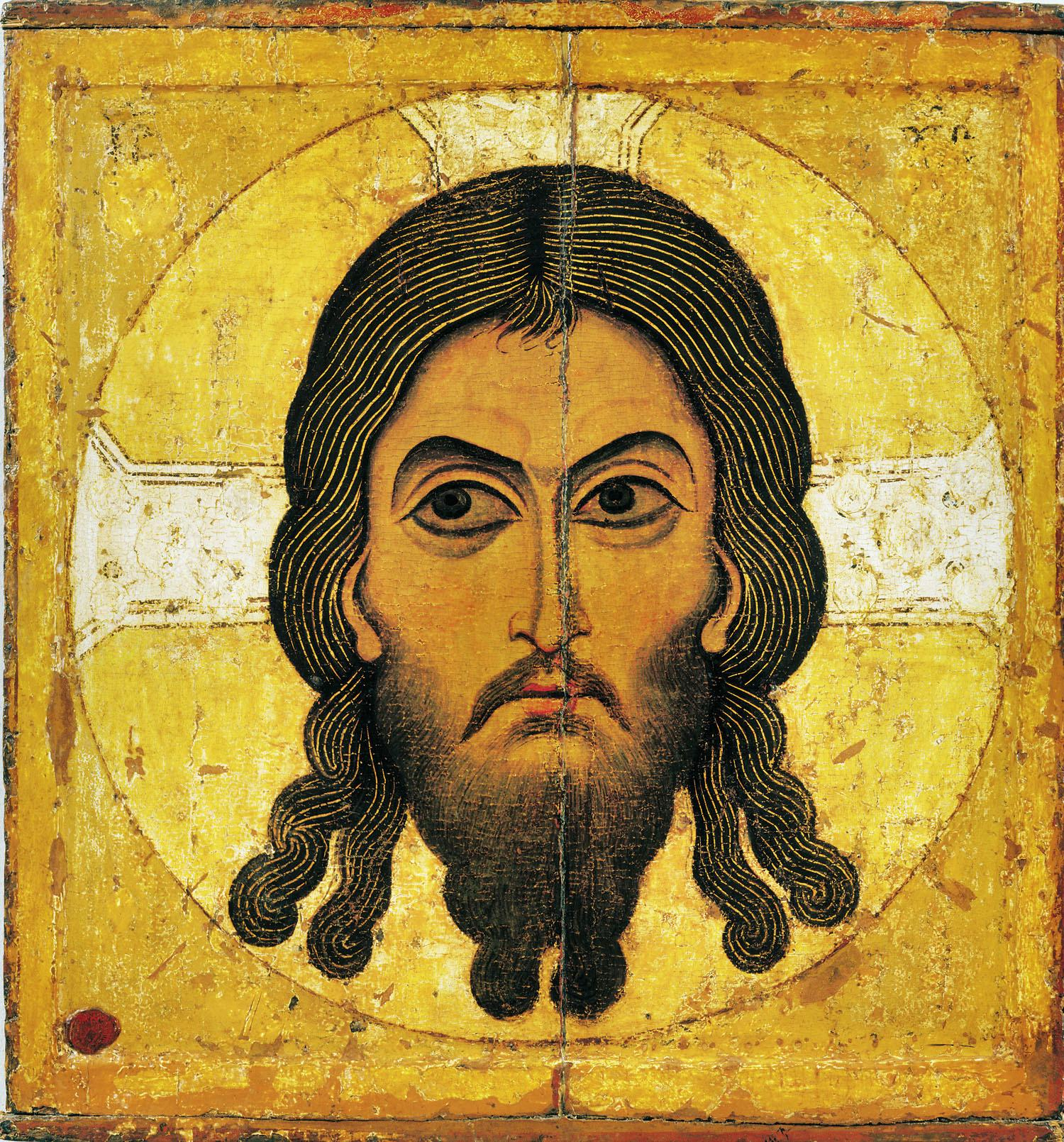
Zbawiciel, ok. 1100
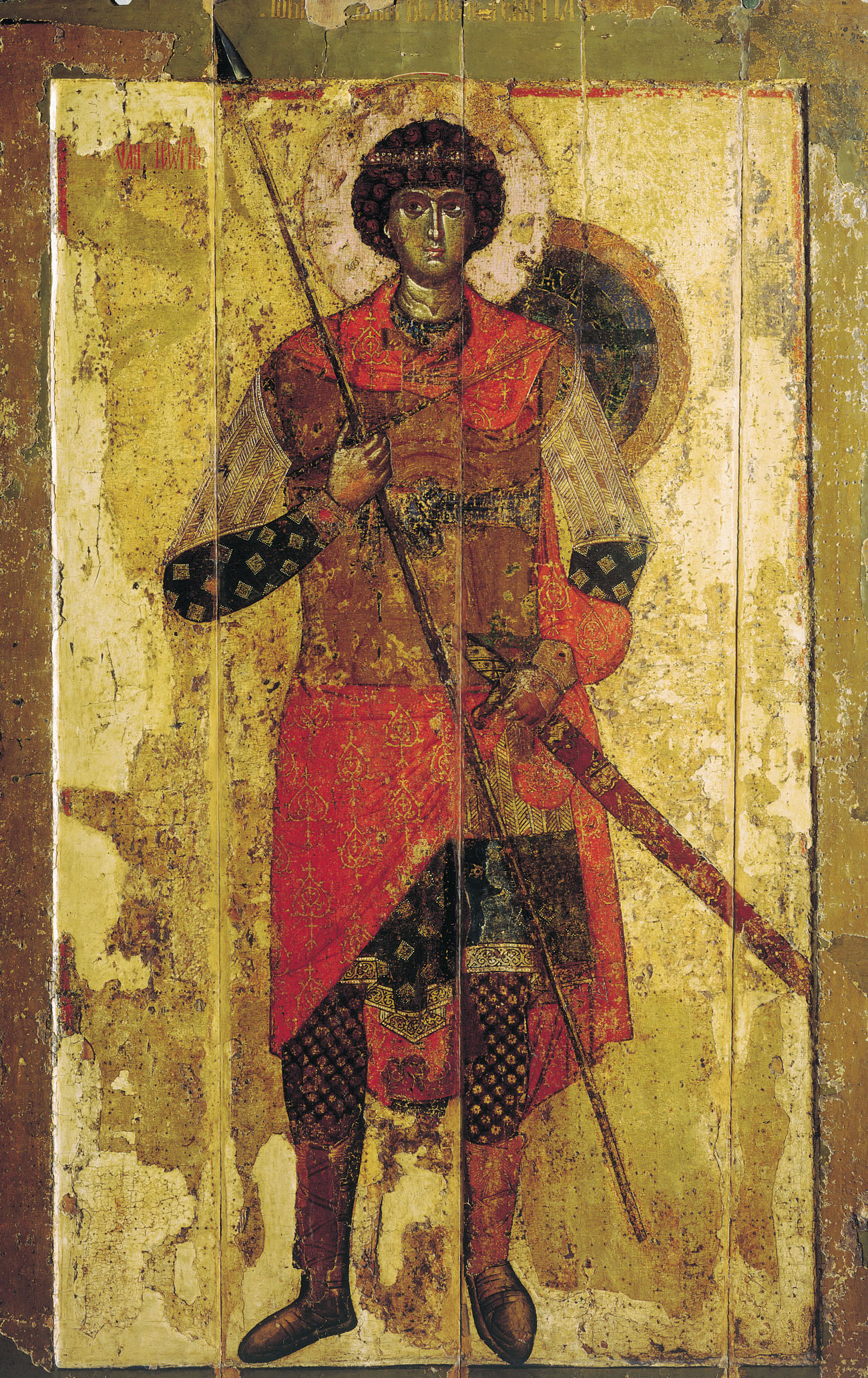
Święty Jerzy, XII w.
Święci Jan Klimak, Jerzy i Błażej, XIII wiek
Bogurodzica, ok. 1380
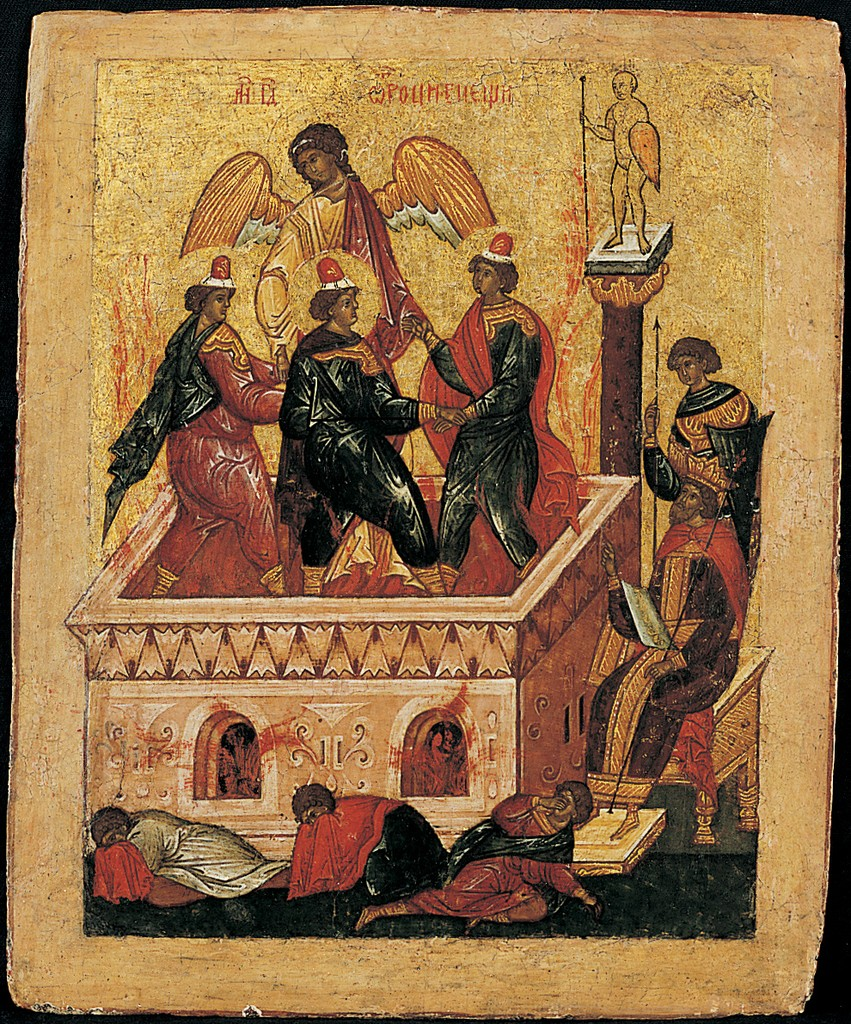
Trzej młodzieńcy w piecu ognistym, XV wiek
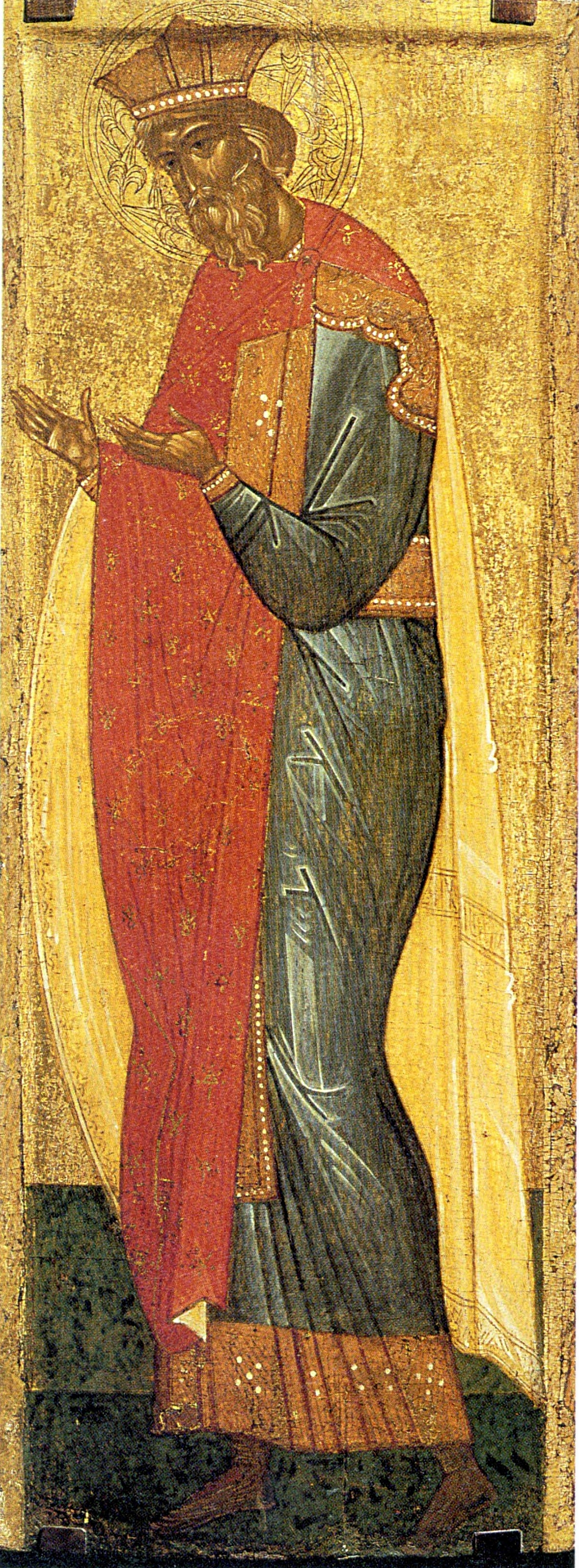
Święty Włodzimierz, XV wiek
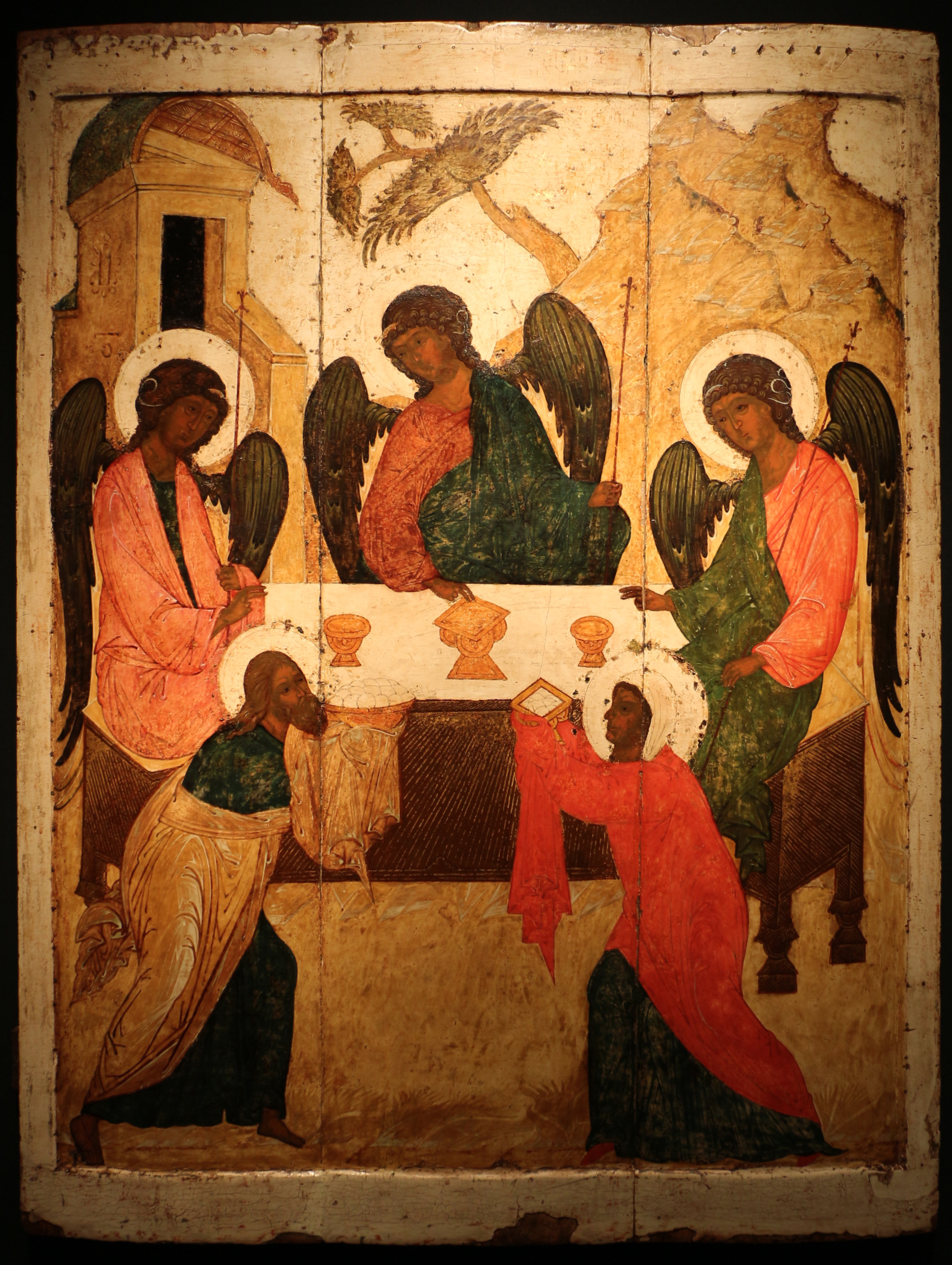
Trójca Święta, XVI w.